# Denis Streker
Denis Streker (Magonza, 6 aprile 1991) è un calciatore tedesco, centrocampista del Pars Neu-Isenburg.

## Carriera

### Club
Ha esordito in Bundesliga tedesca nella stagione 2012-2013 con l'Hoffenheim, giocando 4 partite.
In seguito si è trasferito al Ried, con cui ha giocato nella Bundesliga austriaca.